# Blind Mississippi Morris
Blind Mississippi Morris, (Clarksdale, 1955. április 6. –) amerikai blueszenész: énekes, szájharmonikás, gitáros.

## Pályafutása
A Mississippi állambeli Clarksdale-ben őslakosok fáradhatatlanul azon dolgoznak, hogy életben tartsák a bluest.
A Mississippi Music Foundationtól életműdíjat kapott, és kétszer kapott a Grammy-díjat szájharmonikás kategóriában. A Bluzharp magazin a világ 10 legjobb szájharmonikása közé sorolta.
Felvételei vannak a Muddy Watersszel, fellépett Bill Wymannel, és koncertjei voltak a B.B. Kinggel Louisville-ben, Kentuckyban és Omahában, (Nebraska állam). 50 éve játszik a Delta Blues Festival-on, és sokat turnézik Európában. A vak Mississippi Morris gyakran fellép a Beale Street Music Festivalon is.

## Albumok
- 1995: You Know I Like That
- 1998: Bad to Worse
- 1999: Back Porch Blues
- 2003: Along the Blues Highway

## Imdb
Blind Mississippi Morris az IMDb-n

## Díjak
- Kétszeres Grammy-díjas szájharmonikás